# 牛田八幡社
牛田八幡社（うしだはちまんしゃ）は、愛知県知立市牛田町宮本14にある神社。社格は旧村社。
覆殿と拝殿の間に中殿を設ける社殿配置は極めて珍しいとされる。本殿、覆殿、中殿及び袖廊、拝殿が登録有形文化財。

## 祭神
- 誉田別尊（ほんたわけのみこと）[1]

## 歴史
鎌倉時代の建久年間（1190年-1199年）、源頼朝の目代が猿渡川の南側に城を築いた際、現在地に鎌倉の鶴岡八幡宮から勧請して祀ったのが起源とされる。
元禄8年（1695年）には泉蔵寺の住職が八幡大菩薩像を神殿に安置し、牛田八幡社は泉蔵寺の守護神という扱いだった。
かつての三河国碧海郡牛田村にある。隣接する来迎寺村には寛政年間（1789年-1801年）まで村社は存在せず、牛田八幡社を氏神として祀っていたが、その後来迎寺を氏神にしたとされる。

## 境内
旧東海道の南側に位置する。境内の南側から順に、拝殿、中殿及び袖廊、本殿と本殿を覆う覆殿が一列に並んでいる。中殿及び袖廊、覆殿を築地塀が囲んでいる。
- 本殿 - 江戸時代中期竣工[1]。一間社流造、杮葺[1]。松と鶴の彫刻を有する[1]。知立市最古の神社本殿[1]。
- 覆殿 - 安政3年（1856年）竣工[1]。三間社入母屋造、桟瓦葺[1]。平入、一間向拝付[1]。西三河地方の神社には本殿を風雨から守る覆殿が多いとされるが、本殿形式の覆殿は珍しいとされる[1]。
- 中殿 - 1909年（明治42年）竣工[1]。入母屋造、妻入、桟瓦葺[1]。桁行三間、梁間一間[1]。正面の東側に波と龍、西側に竹と虎の彫刻を有する[1]。両脇には神饌所と神具庫を備える袖廊を有する[1]。覆殿と拝殿の間に中殿を有する配置は極めて珍しいとされる[1]。
- 拝殿（神楽殿） - 1882年（明治15年）竣工[1]。入母屋造、桟瓦葺[1]。平入[1]。桁行三間、梁間三間[1]。正面と側面には竹や牡丹と獅子の彫刻、正面中央の虹梁には雲と双龍の彫刻を有する[1]。
- 築地塀 - 文久3年（1863年）竣工[1]。
- 手水舎 - 1899年（明治32年）竣工[1]。
- 社務所 - 1926年（大正15年）竣工[1]。

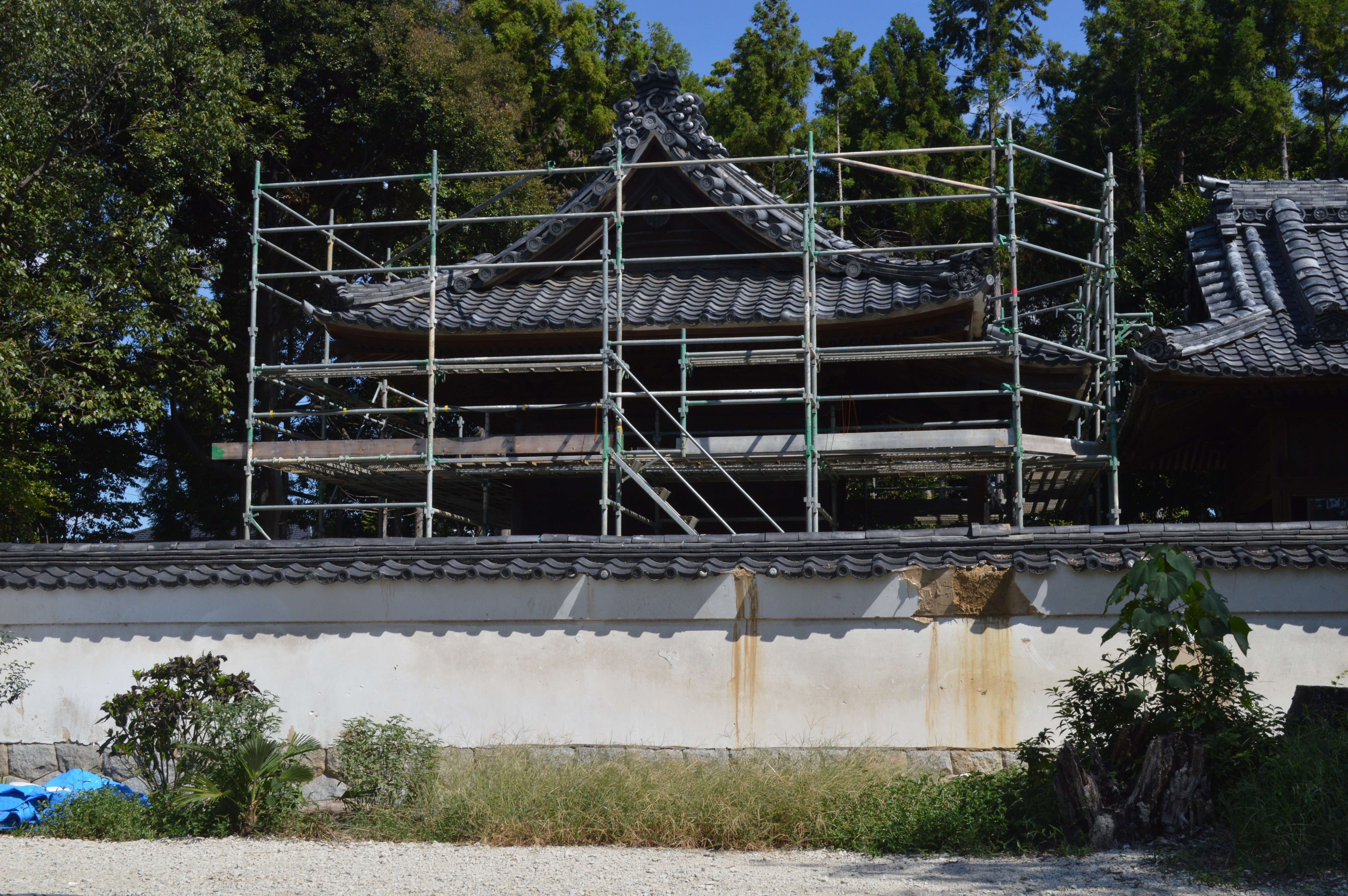
覆殿
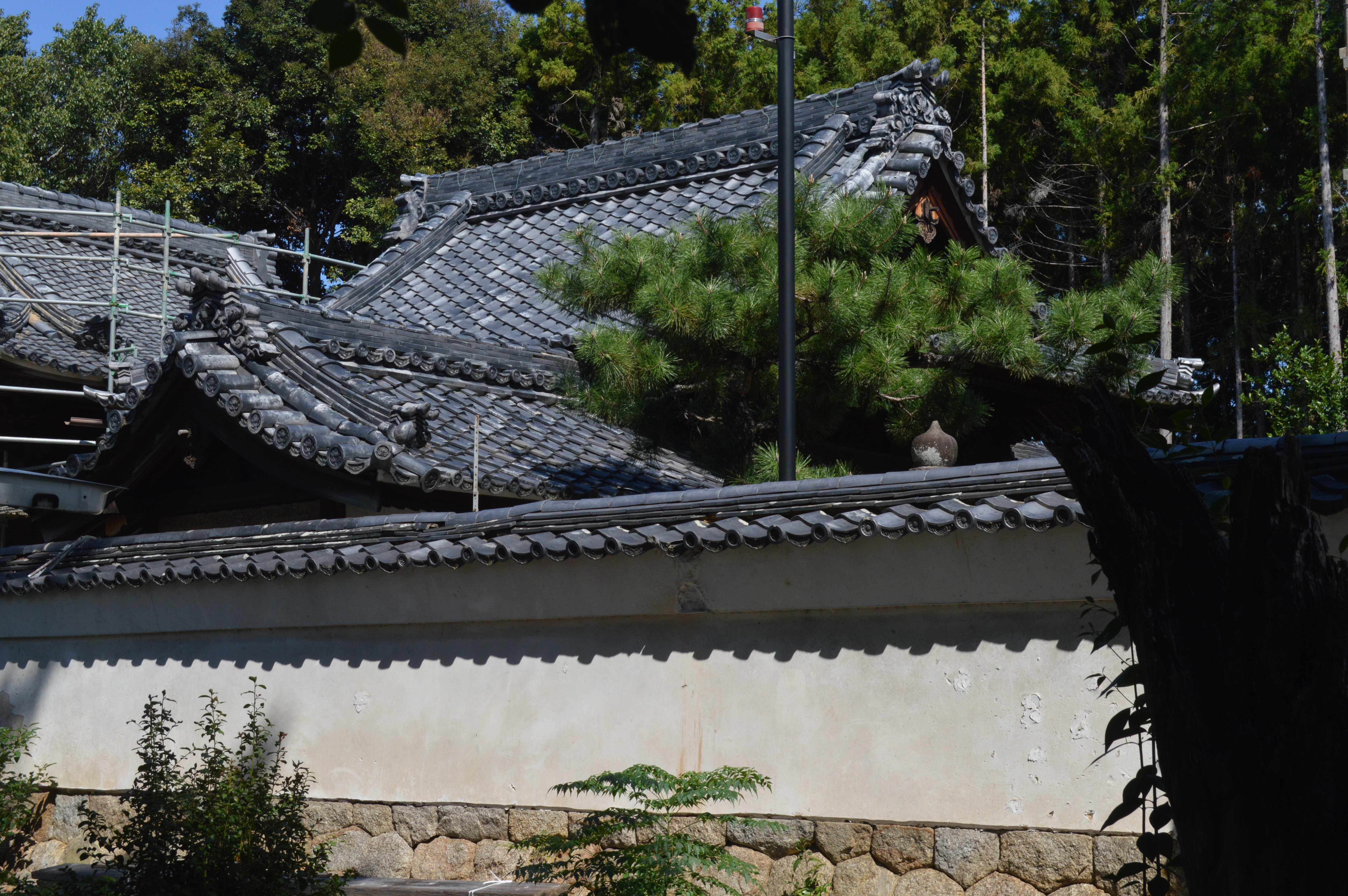
中殿
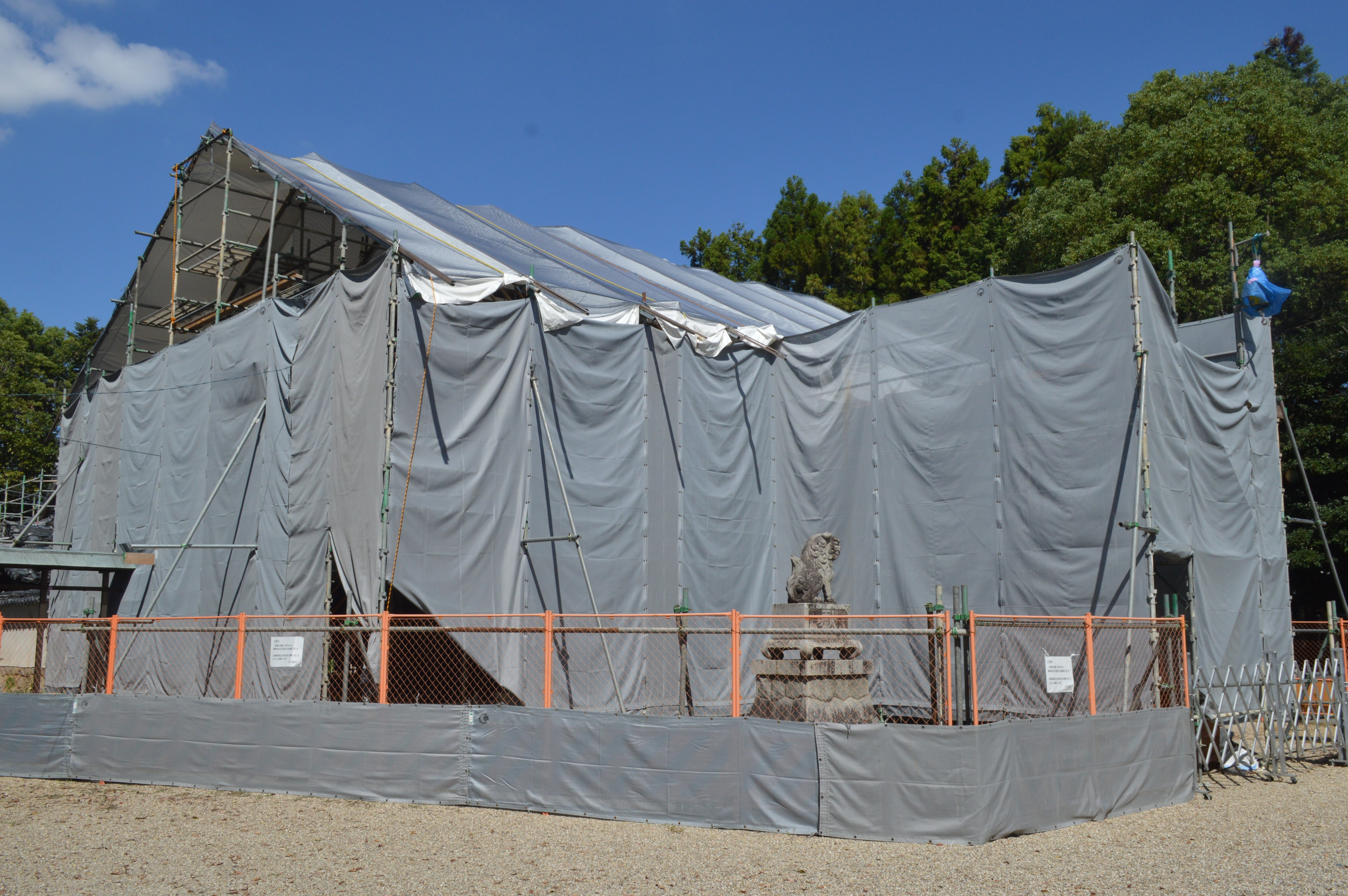
拝殿（神楽殿）
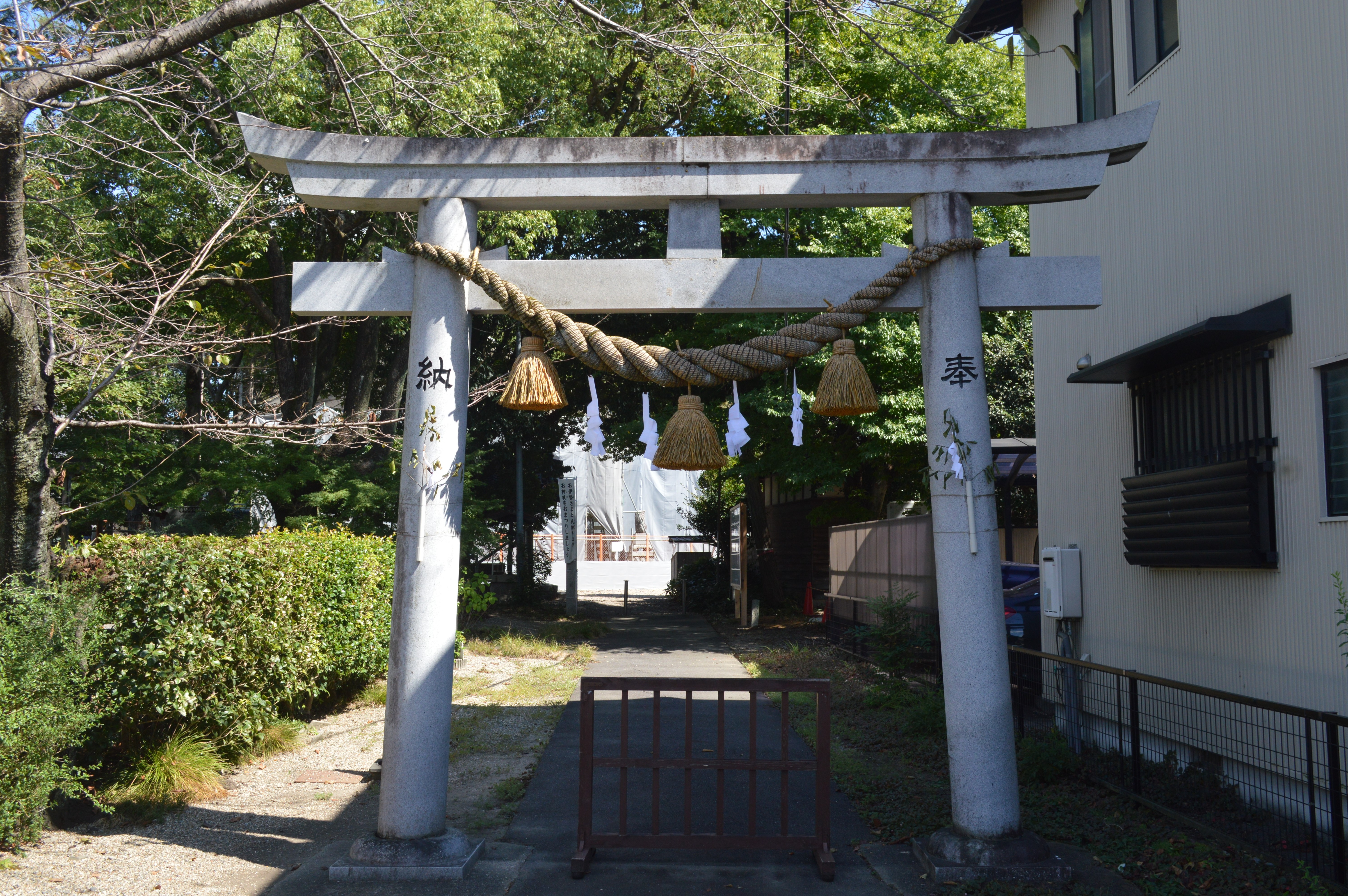
西の鳥居

### 摂末社
- 境内社 - 1983年（昭和58年）建立[1]。
  - 祇園社[2] - 祭神は素戔嗚尊。もとは字東裏。
  - 社口社[2] - 祭神は猿田彦尊。もとは字社口。
  - 稲荷社[2] - 祭神は倉稲魂尊。もとから本社境内にあった。
  - 稲荷社[2] - 祭神は倉稲魂尊。もとは新池。
  - 山神社[2] - 祭神は大山祇尊。もとは東組中。
  - 山神社[2] - 祭神は大山祇尊。もとは西組中。
  - 山神社[2] - 祭神は大山祇尊。もとは西教寺本堂内。
- 清霊社 - 1962年（昭和37年）建立[1]。

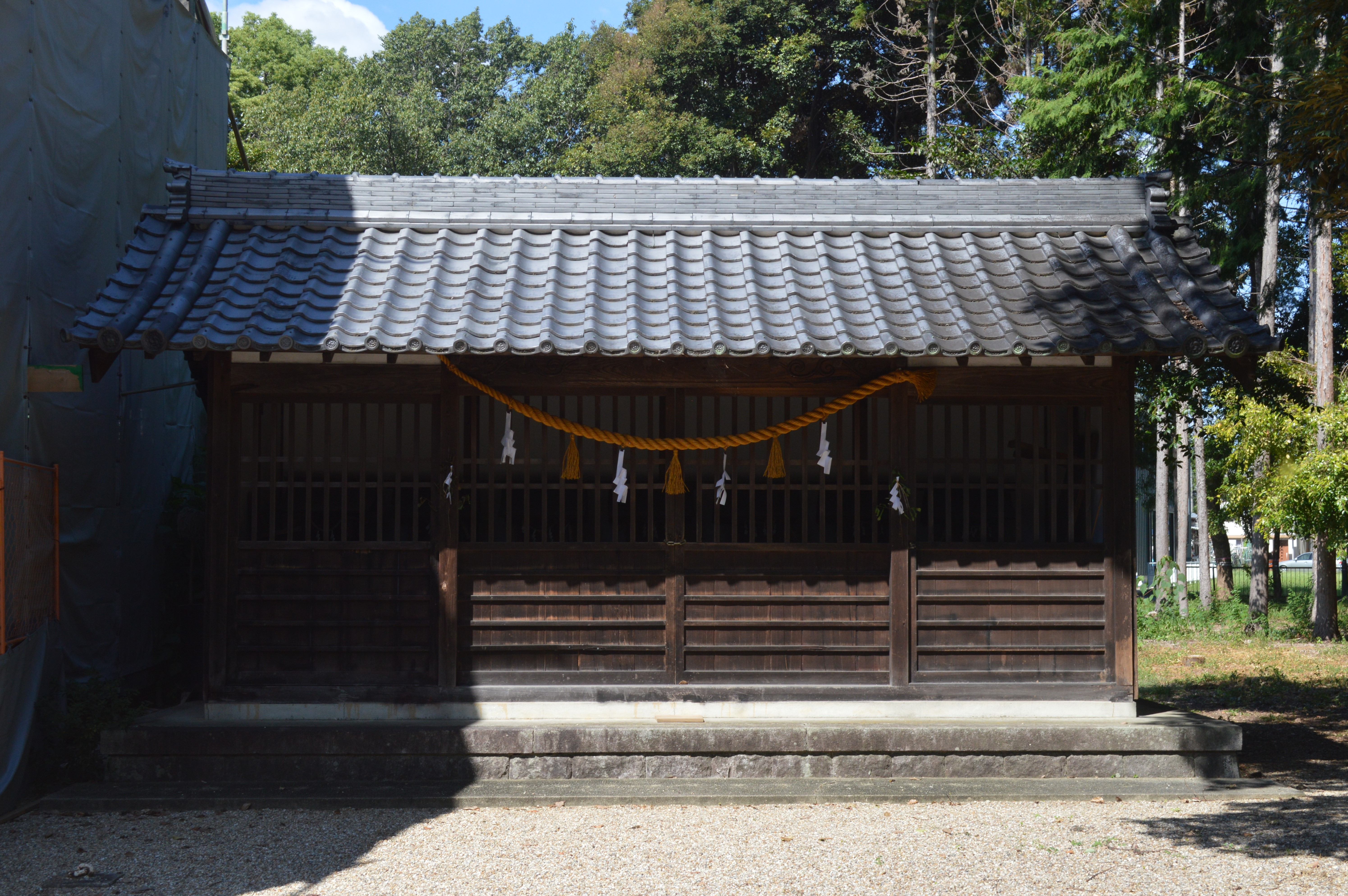
境内社
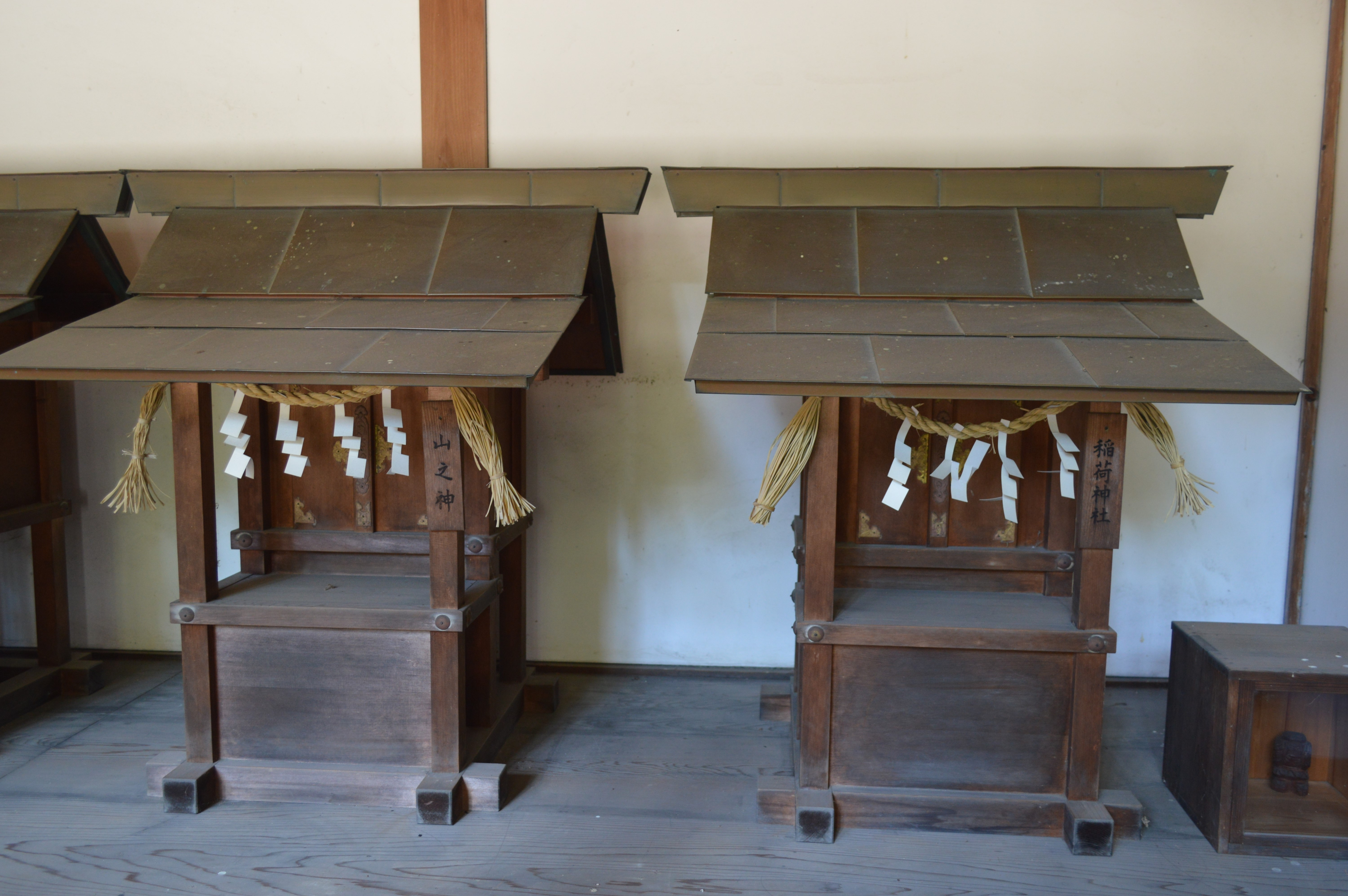
境内社の内部
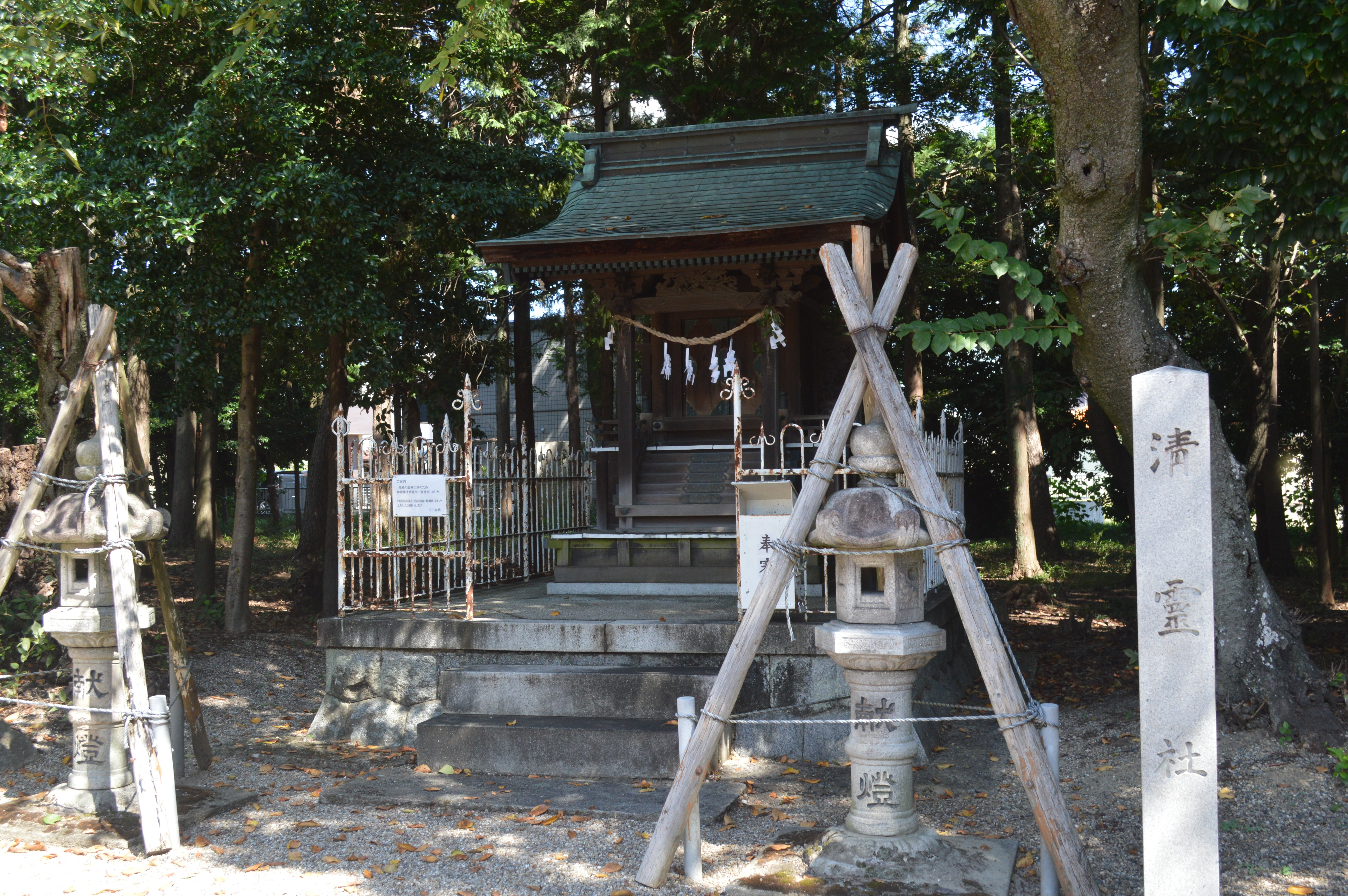
清霊社

## 文化財

### 登録有形文化財
- 本殿 - 2024年（令和6年）3月6日登録[5]。
- 覆殿 - 2024年（令和6年）3月6日登録[6]。
- 中殿及び袖廊 - 2024年（令和6年）3月6日登録[7]。
- 拝殿 - 2024年（令和6年）3月6日登録[8]。

## 年中行事
- 1月 新年祭
- 3月 祈年祭
- 5月 清霊社祭
- 7月 新年祭
- 10月 例大祭
- 12月 新嘗祭
- 12月31日 厄払祈願祭

## 現地情報
所在地
- 472-0007 愛知県知立市牛田町宮本14

交通アクセス
- 名鉄名古屋本線牛田駅から徒歩10分